# Münzgeschichte der Grafschaft Rietberg
Die Münzgeschichte der Grafschaft Rietberg geht zurück bis ins 16. Jahrhundert. Bis ins 17. Jahrhundert wurden in der Grafschaft Rietberg eigene Münzen geprägt.

## Die Münz- und Prägerechte von Rietberg

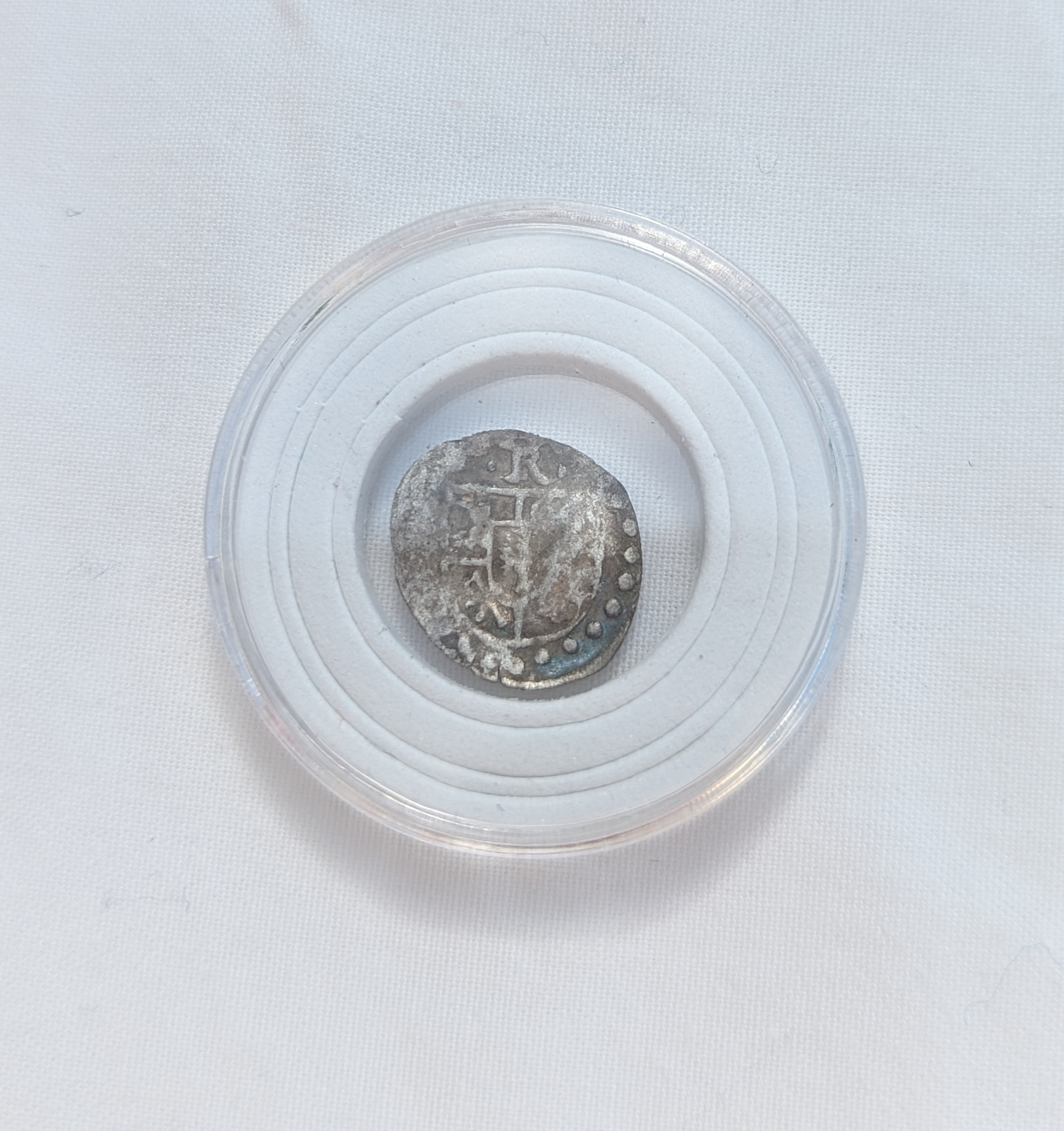
Einseitiger Heller, geprägt unter Otto III. 1516–1535 in Rietberg

Die Grafen von Werl und Arnsberg (die Vorfahren der Rietberger Grafen) in Westfalen unterhielten eine Münzprägung durch Graf Konrad (gestorben 1092) in der zweiten Hälfte des 11. Jahrhunderts und ließen in Arnsberg Münzen prägen. Eine Nebenlinie, welche 1237 geprägt und mit Rietberg ausgestattet wurde, besaß jedoch nach heutiger Kenntnis kein Münzrecht.
Am 24. Oktober 1567 verlangte eine Forderung des Probationstages des Niederrheinisch-Westfälischen Kreises eine Vorlage von Münzen der Vorfahren bzw. einer vom Kaiser ausgestellten Münzrechtsverleihungsurkunde. Um dieser Forderung nachzukommen, bat die Rietberger Gräfin Agnes, geb. Bentheim-Steinfurt (gestorben 1589), die Witwe von Graf Johann II. (Rietberg) (reg. 1541–1562), mehrere benachbarte Münzstände (darunter Osnabrück, Wiedenbrück, Bielefeld und Lippstadt), die Rietberger Münzprägung von damals zu bestätigen. Unter anderem durch diese eidlich vernommenen Zeugen wurde schließlich beurkundet, dass Graf Otto III. (Rietberg) (reg. 1516–1535) Geld in allen Sorten geprägt hatte. Durch sechs Bürger der Stadt Rietberg konnte bestätigt werden, dass die beiden Münzmeister Lamberd und Mertin für Graf Otto III. unter Namen und Wappen des Grafen Feringe, Heller, Pfennige und Groschen gemünzt hatten. Trotz allem lehnten die Münzräte sowie der Allgemeine Kreistag eine Prägegenehmigung ab. Gräfin Agnes wandte sich daraufhin direkt an den Kaiser und erlangte mit Hilfe der Fürsprache des Landgrafen Wilhelm IV. (Hessen-Kassel) (reg. 1567–1592) am 8. Februar 1569 die kaiserliche Münzrechtsbestätigung. Da das Münzrecht vom Kaiser nur der Grafschaft Rietberg verliehen wurde, erhielt die Stadt Rietberg kein Münzrecht. Zu einem formalen Prägerecht sind keine Informationen vorhanden.

## Haus Münte in Rietberg

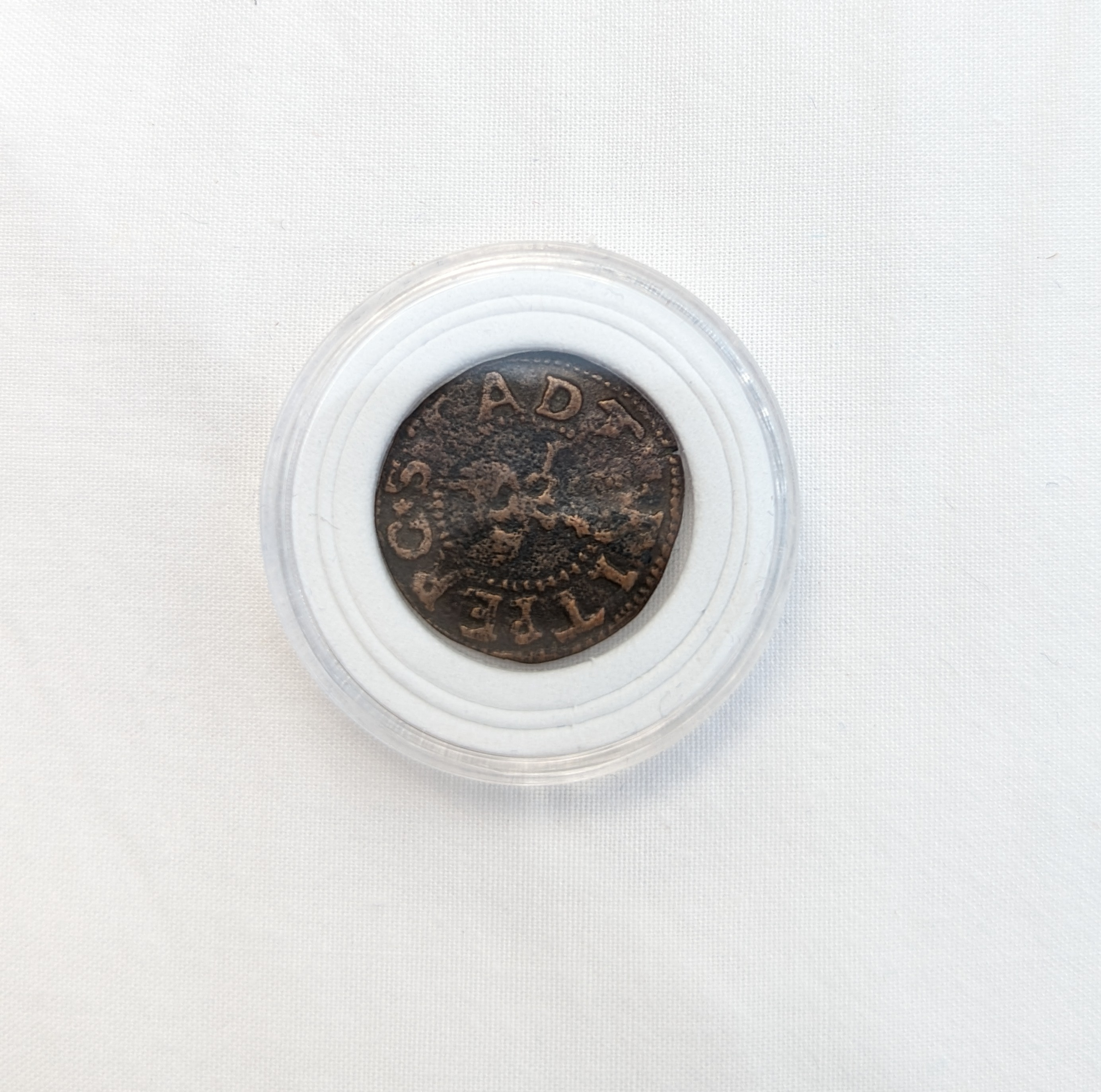
Pfennig, geprägt in der Stadt Rietberg im Jahr 1639

Die heutige Hausstätte Haus Münte (Müntestraße 10, 33397 Rietberg) ist das Gebäude, in welchem Graf Otto III. von Rietberg eigene Münzen herstellen ließ. Mit einer Urkunde vom 8. Februar 1569 durch Kaiser Maximilian II. (HRR) (reg. 1564–1576) zur Bestätigung des Münzrechts kann das Haus Münte als räumliche Institution der Münzprägung in Rietberg identifiziert werden.
Das heutige Haus Münte ist eines der herausragenden Baudenkmäler des historischen Stadtkerns Rietberg und ist ein Wohn- und Behördenbau des 18. Jahrhunderts. Seinen Namen „Münze“ (niederdeutsch „Münte“) übernahm das Bauwerk von seinem Vorgänger, in welchem im 16. und 17. Jahrhundert die Rietberger Münzprägestätte untergebracht war. Die letzten Münzen wurden dort im Jahr 1654 in Rietberg geprägt. Der Kaiserliche Reichshofrat Johann Freiherr von Binder Edler zu Kriegelstein (1683–1759) ließ das alte Gebäude 1743 abreißen und errichtete das heutige Haus Münte. Die Hausbezeichnung und der Straßenname wurden beibehalten, auch wenn die Rietberger Münzen im 18. Jahrhundert als Auftragsarbeit nicht mehr in der Stadt hergestellt wurden. Nach Einstellung der Münzherstellung in Rietberg diente das Haus Münte als Dienstwohnung für den höchsten Beamten der gräflichen Regierung, den Rietberger Drosten. 1745 zog die gräfliche Regierung in den Nachfolgebau, dabei diente das Obergeschoss der Familie des Gevollmächtigten als Wohnung. Die Müntestraße wurde im 18. Jahrhundert als „Herrenstraße“ bezeichnet, da sie über Jahrhunderte als Regierungsviertel der Stadt Rietberg diente. In den benachbarten Häusern lebten bis 1807 Hofbeamte und führende Mitarbeiter der gräflichen Regierung.
Von 1795 bis 1805 wurde das Haus Münte von der ehemaligen Stiftsdame Maria Antonia (Antonetta) Gräfin von Kaunitz-Rietberg (1765–1805) bewohnt, die eine Enkelin des Staatskanzlers Wenzel Anton von Kaunitz-Rietberg (reg. 1746–1794) und Schwester des Erbprinzen und Rietberger Staatsherrn Aloysius von Kaunitz-Rietberg (1812–1821) war. Nachdem die Grafschaft Rietberg nach der Franzosenzeit 1815 preußisch geworden war, wurde das Haus 1822 zum Verwaltungssitz des neugebildeten Gutes, und zwar durch den Kauf der gräflichen Güter durch den Osnabrücker Kaufmann Friedrich Ludwig Tenge (1793–1865). Sein Sohn Carl Friedrich Tenge (1824–1896) zog in den 40er-Jahren des 19. Jahrhunderts mit seiner Familie nach Rietberg. Die Familie Tenge/Lins bewohnt das Haus Münte seitdem in sechster Generation.

## Die Kipper- und Wipperzeit von 1619 bis 1622

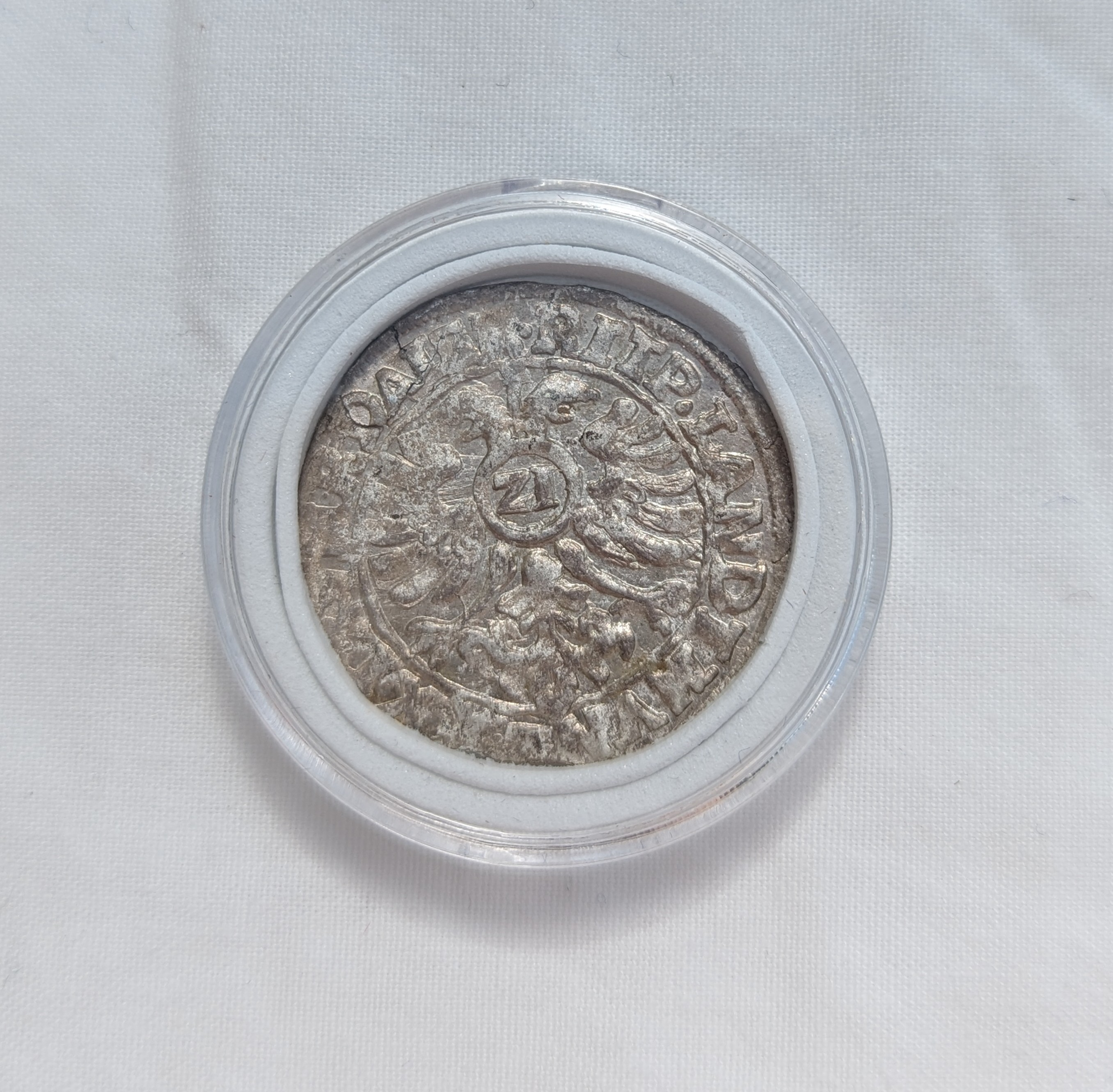
Kipper-Fürstengroschen (1/21 Taler), geprägt in der Grafschaft Rietberg unter Johann III. von Ostfriesland, 1601–1625, ohne Jahresangabe

Nachdem 1618 der Dreißigjährige Krieg ausbrach, kamen die Münzräte noch immer bei Probationstagen zusammen. Während des Probationstages am 4. Mai 1620 wurde vom Kreispfennigmeister eine Zahlungsforderung an die Münzstände formuliert. Am 16. Mai wurde die Frist zur Vorlage des vom Kreis geforderten Rietberger Münzprivilegs um ein Jahr verlängert. Der Münzrat Adam Hüls hatte bisher die Interessen der Stadt Rietberg beim Probationstag vertreten, nachdem er jedoch einen Schlaganfall erlitt, wurde auch Doktor Johann Sintzig als Vertreter aufgeführt.
Auch die Stadt Köln verfügte um 1620 über ein intaktes Münzwesen und übernahm 2 Jahre später teilweise die Kontrollaufgaben im Münzwesen auf Grund nicht stattfindender Probationstage. Am 12. August 1620 wurde berichtet, dass ein Taler vorgekommen sei, der nicht das vorgesehene Feingewicht hatte. Am 12. Dezember schickte die Stadt ein weiteres Schreiben an den Grafen, da ein Rietberger Goldgulden deutlich zu wenig wog. Der Graf Johann der III. von Rietberg antwortete daraufhin, er habe seinen Münzmeister vernommen und dieser habe ihm erklärt, die Mark der Goldgulden habe 2 Grän (1,624 g) zu wenig enthalten und gab somit zu, dass die Stadt den Gehalt der Goldgulden nicht richtig angegeben hatte.
Während der Kipper- und Wipperzeit steigerte die Grafschaft Rietberg den Umfang ihrer Münzprägung. Die Herstellung von Kippermünzen und deren Export sollten erhebliche Gewinne erzielen. Da die Nachfrage nach Silber stieg, erhöhte sich der Silberpreis. Wollte man nun den gleichen Gewinn erzielen, musste die Menge an Feinsilber pro Münze zwangsläufig verringert werden. Zu Beginn der großen Inflation wurden 1619 sogenannte „Schreckenberger“-Münzen zu 12 „Kreuzern“ geschlagen, diese Münzen erhielten den Namen „Kipper-Schreckenberger (= 12 Kreuzer)“. Auch wurden solche Münzen als Schreckenberger bezeichnet, die neben der Jahreszahl 1619 keine weiteren Wertangaben führten. Neben den Kipper-Schreckenbergern wurden auch Kippermünzen zu einem Schillings geprägt. Da die Schillinge den 12-Kreuzer-Stücken täuschend ähnlich sahen, sollte mit ihnen der Export in nahestehende Gebiete gefördert werden. 1620 ordnete Johann III. an, dass auf den Schillingen „Ritpergsche Landtmüntz XXI zum Reichsthaler“ stehen musste, damit sie von den Schreckenbergern zu unterscheiden waren. Die Kipper- und Wipperzeit neigte sich 1621 in der Grafschaft Rietberg dem Ende zu und die während dieser Zeit entstandenen Münzen fanden im Reich wenig Zustimmung.

## Die zweite Kipperzeit von 1660 bis 1690
Unter dem Rietberger Grafen Friedrich Wilhelm (reg. 1660–1677) begann eine neue Phase des Münzwesens im Reich, welche nach dem Tod des nachfolgenden Grafen Franz Adolf Wilhelm den Höhepunkt der Krise erreichte. Der Kaiser hatte ab 1659 mit der Prägung unterwertiger Münzen begonnen, um den neuen Türkenkrieg zu finanzieren. Um den Umlauf des schlechten Geldes kontrollieren zu können, beschlossen Diplomaten der Länder Kurbrandenburg und Kursachsen in Zinna von den Bestimmungen der Reichsmünzordnungen abzuweichen und für ihre Münzprägung den sogenannten „Rechnungstaler“ zu 10 ½ Stück aus der Kölner Mark einzuführen. Auch die Stände des Niedersächsischen und Niederrheinisch-Westfälischen Reichskreises wurden von Kurbrandenburg aufgefordert, dem Zinnaer Vertrag beizutreten. Dies scheiterte jedoch an der Unmöglichkeit, einen festen Silberpreis zu bestimmen, was eine einträgliche Münzprägung unmöglich machte. Da aber die Zinnaer Grundsätze so sehr den Bedürfnissen des Reiches entsprachen, schlossen sich viele Münzstände an, ohne dem Verein förmlich beizutreten. Dies geschah auch in der Grafschaft Rietberg. Die 2/3-Taler („Gulden“ oder „Doppelte Mark“) entwickelten sich daraufhin zur überregionalen Handelsmünze. Doch mit der Prägung minderwertiger 2/3-Taler begann nach Zinna im Jahr 1667 die „zweite Kipper- und Wipperzeit“. Während bei der ersten Inflation 1618–1622 schlechter werdende Kleinmünzen der Grund für den Preisverfall waren, bestimmten nun die größeren Münzen die Inflation. So wurden Gulden mit geringerem Feingehalt geprägt, um höhere Gewinne zu erzielen. Noch bis zum Jahre 1758 hatte man mit den Folgen der Prägung unterwertiger Gulden zu kämpfen.